# Dulkadiroğlu
Dulkadiroğlu (kurdisch Zulqederoxlî) ist eine Stadtgemeinde (Belediye) im gleichnamigen Ilçe (Landkreis) der Provinz Kahramanmaraş in der türkischen Mittelmeerregion und gleichzeitig ein Stadtbezirk der 2012 gebildeten Büyükşehir belediyesi Kahramanmaraş (Großstadtgemeinde/Metropolprovinz). Seit der Gebietsreform 2013 ist die Gemeinde flächen- und einwohnermäßig identisch mit dem Landkreis.
Der Landkreis ging 2013 aus der Aufteilung des zentralen Landkreises (Merkez Ilçe) in zwei Kreise hervor und umfasst die östlichen Teile der Provinzhauptstadt Kahramanmaraş. Die Bevölkerung ist die zweithöchste (19,11 %) in der Provinz/Büyükşehir. Die Bevölkerungsdichte ist die höchste.
Dulkadiroğlu ist ein Binnenkreis ohne Grenzen zu anderen Provinzen. Er grenzt im Südwesten an Türkoğlu, im Westen an Onikişubat, im Norden an Ekinözü, im Osten an Çağlayancerit sowie im Südosten an Pazarcık.
Durch das Gesetz Nr. 6360, veröffentlicht im Amtsblatt Nr. 28489, wurden Ende 2012 mit 57 Dörfern (Köy), 43 der 90 Mahalle von Kahramanmaraş und der Gemeinde Baydemirli (31. Dezember 2012: 3.362 Einw.) der neue Kreis Dulkadiroğlu gebildet.
Die Dörfer wurden zu Mahalle heruntergestuft, ebenso wurden die sechs Mahalle von Baydemirli vereint und zu einem Mahalle reduziert, die ausgewählten Mahalle von Kahramanmaraş blieben unangetastet. So stieg im Verlauf der Verwaltungsreform ab 2013 die Zahl der Mahalle auf 101 an. Den Mahalle steht ein Muhtar als oberster Beamter vor.
Ende 2020 lebten durchschnittlich 2.168 Menschen in jedem dieser (nun) 103 Mahalle, Doğu Kent (13.671), Yahya Kemal (10.722), Aslan Bey (10.366) und Karacasu Karaziyaret (9.043 Einw.) sind die bevölkerungsreichsten davon.